# Mongolië op de Olympische Zomerspelen 2016
Mongolië nam deel aan de Olympische Zomerspelen 2016 in Rio de Janeiro, Brazilië. Tot de selectie behoorden 43 atleten, actief in negen verschillende (met name vecht-)sporten. Judoka Temuulen Battulga droeg de Mongolische vlag tijdens de openingsceremonie. Het was de grootste olympische ploeg van Mongolië sinds de Olympische Zomerspelen 1980 in de Sovjet-Unie, toen een even groot aantal Mongoolse atleten actief was op de Zomerspelen. In 2016 maakte het land zijn olympische debuut in het taekwondo.

## Medailleoverzicht
| Sport  | Olympiër               | Discipline | Medaille |
| ------ | ---------------------- | ---------- | -------- |
| Judo   | Sumiyaa Dorjsürengiin  | –57kg (v)  | Zilver   |
|        |                        |            |          |
| Boksen | Otgondalai Dorjnyambuu | –60kg (m)  | Brons    |

## Deelnemers en resultaten
(m) = mannen, (v) = vrouwen 

### Atletiek
| Olympiër                     | Discipline   | Resultaat | Prestatie |
| ---------------------------- | ------------ | --------- | --------- |
| Gantulga Dambadarjaa         | marathon (m) | 107e      | 2:27.42   |
| Bat-Ochir Ser-Od             | marathon (m) | 92e       | 2:24.26   |
| Byambajav Tseveenravdan      | marathon (m) | 130e      | 2:36.14   |
|                              |              |           |           |
| Munkhzayaa Bayartsogt        | marathon (v) | 72e       | 2:43.55   |
| Otgonbayar Luvsanlkhündegiin | marathon (v) | 85e       | 2:45.55   |

### Boksen
| Olympiër                  | Discipline | Resultaat | Prestatie |
| ------------------------- | ---------- | --------- | --- |
| Gan-Erdene Gankhuyagiin   | –49kg (m)  | 9e        | 1ste ronde: vrij 2de ronde: V van ECU Quipo: 0–3                                                                           |
| Enkh-Amar Kharkhüügiin    | –52kg (m)  | 17e       | 1ste ronde: V van MEX Emigdio: 0–3                                                                                         |
| Tsendbaatar Erdenebatyn   | –56kg (m)  | 5e        | 1ste ronde: W van KEN Njangiru: 3–0 2de ronde: W van BLR Asanau: 2–1 kwartfinale: V van USA Stevenson: 0–3                 |
| Otgondalai Dorjnyambuu VS | –60kg (m)  | Brons     | 1ste ronde: vrij 2de ronde: W van NED Lacruz: 2–1 kwartfinale: W van ALG Benbaziz: 3–0 halve finale: V van FRA Oumiha: 0–3 |
| Chinzorig Baatarsükhiin   | –64kg (m)  | 9e        | 1ste ronde: W van QAT Tharumalingam: 3–0 2de ronde: V van RUS Doenajtsev: 0–3                                              |
| Tüvshinbat Byambyn        | –69kg (m)  | 9e        | 1ste ronde: W van ARG Palmetta: 3–0 2de ronde: V van IRL Donnelly: 1–2                                                     |

### Boogschieten
| Olympiër            | Discipline      | Resultaat | Prestatie                                                                |
| ------------------- | --------------- | --------- | ------------------------------------------------------------------------ |
| Jantsangiin Gantögs | individueel (m) | 33e       | plaatsingsronde: 24st met 664 punten 1ste ronde: V van THA Thamwong: 3–7 |

### Gewichtheffen
| Olympiër                 | Discipline | Resultaat | Prestatie                                                   |
| ------------------------ | ---------- | --------- | ----------------------------------------------------------- |
| Chagnaadorj Usukhbayar   | –56kg (m)  | NM        | trekken: NM                                                 |
|                          |            |           |                                                             |
| Ankhtsetseg Munkhjantsan | –69kg (v)  | 8e        | trekken: 7de met 106kg stoten: 8ste met 131kg totaal: 237kg |

### Judo
| Olympiër                     | Discipline | Resultaat | Prestatie |
| ---------------------------- | ---------- | --------- | --- |
| Tsogtbaataryn Tsend-Ochir    | –60kg (m)  | 9e        | 1ste ronde: W van GUA Ramos: ippon 2de ronde: W van FIN Reinvall: waza-ari 3de ronde: V van KOR Kim: waza-ari |
| Tömörkhüleg Davaadorjiin     | –66kg (m)  | 7e        | 1ste ronde: vrij 2de ronde: W van KSA Hamad: ippon 3de ronde: W van ALG Zourdani: ippon kwartfinale: V van ITA Basile: ippon herkansingen: V van CAN Bouchard: waza-ari                                             |
| Odbayar Ganbaataryn          | –73kg (m)  | 9e        | 1ste ronde: vrij 2de ronde: W van EGY Mohyeldin: ippon 3de ronde: V van USA Delpopolo: waza-ari |
| Uuganbaataryn Otgonbaatar    | –81kg (m)  | 17e       | 1ste ronde: vrij 2de ronde: V van EGY Abdelaal: ippon |
| Otgonbaatar Lkhagvasürengiin | –90kg (m)  | 5e        | 1ste ronde: vrij 2de ronde: W van NED van 't End: ippon 3de ronde: W van CUB González: ippon kwartfinale: V van GEO Liparteliani: shido herkansingen: W van AZE Mehdijev: yuko bronzen finale: V van CHN Cheng: yuk |
| Tüvshinbayar Naidangiin      | –100kg (m) | 17e       | 1ste ronde: V van CUB Armenteros: yuko |
| Temuulengiin Battulga VO     | +100kg (m) | 17e       | 1ste ronde: V van ALG Tayeb: waza-ari |
|                              |            |           | |
| Urantsetseg Mönkhbatyn       | –48kg (v)  | 5e        | 1ste ronde: vrij 2de ronde: W van FRA Payet: ippon kwartfinale: V van KOR Jeong: ippon herkansingen: W van BRA Menezes: ippon bronzen finale: V van JPN Kondo: yuko                                                 |
| Tsolmon Adyaasambuugiin      | –52kg (v)  | 9e        | 1ste ronde: W van USA Delgado: waza-ari 2de ronde: V van JPN Nakamura: ippon |
| Sumiyaa Dorjsürengiin        | –57kg (v)  | Zilver    | 1ste ronde: vrij 2de ronde: W van NED Verhagen: shido kwartfinale: W van POR Monteiro: shido halve finale: W van JPN Matsumoto: ippon finale: V van BRA Silva: waza-ari                                             |
| Mönkhzayaa Tsedevsürengiin   | –63kg (v)  | 9e        | 1ste ronde: W van MAR Zouak: ippon 2de ronde: V van CHN Yang: ippon |
| Naranjargal Tsend-Ayuushiin  | –70kg (v)  | 17e       | 1ste ronde: V van GEO Stam: waza-ari |
| Lkhamdegd Pürevjargalyn      | –78kg (v)  | 17e       | 1ste ronde: V van HUN Joó: ippon |

### Schietsport
| Olympiër                 | Discipline                    | Resultaat | Prestatie                                                     |
| ------------------------ | ----------------------------- | --------- | ------------------------------------------------------------- |
| Nandinzayaa Gankhuyagiin | 10m luchtgeweer (v)           | 14e       | kwalificatie: 14de met 414,8 punten (104,1-104,4-102,9-103,4) |
| Nandinzayaa Gankhuyagiin | 50m geweer drie houdingen (v) | 9e        | kwalificatie: 9de met 582 punten (194-194-194)                |
| Gundegmaa Otryad         | 25m pistool (v)               | 12e       | kwalificatie: 12de met 579 punten (284-295)                   |
| Mönkhzul Tsogbadrakhyn   | 25m pistool (v)               | 11e       | kwalificatie: 11de met 580 punten (289-291)                   |
| Gundegmaa Otryad         | 10m luchtpistool (v)          | 20e       | kwalificatie: 20ste met 379 punten (94-95-95-95)              |
| Mönkhzul Tsogbadrakhyn   | 10m luchtpistool (v)          | 32e       | kwalificatie: 32ste met 378 punten (94-93-97-94) )            |

### Taekwondo
| Olympiër            | Discipline | Resultaat | Prestatie                                                                   |
| ------------------- | ---------- | --------- | --------------------------------------------------------------------------- |
| Temüüjin Pürevjavyn | –68kg (m)  | 9e        | 1ste ronde: W van MEX Gutiérrez: 12–11 kwartfinale: V van ESP González: 4–7 |

### Worstelen
| Olympiër                  | Discipline  | Resultaat   | Prestatie |
| Vrije stijl               | Vrije stijl | Vrije stijl | Vrije stijl |
| ------------------------- | ----------- | ----------- | --- |
| Erdenebatyn Bekhbayar     | –57kg (m)   | 14e         | kwalificatie: V van SEN Diatta: 1–3 |
| Ganzorigiin Mandakhnaran  | –65kg (m)   | 5e          | kwalificatie: W van IND Dutt: 3–0 1ste ronde: W van CHN Katai: 3-0 kwartfinale: V van RUS Ramonov: 0–3 herkansingen: W van CAN Garcia: 3–0 bronzen finale: V van UZB Navroezov: 1–3 |
| Pürevjavyn Önörbat        | –74kg (m)   | 15e         | kwalificatie: vrij 1ste ronde: V van TUR Demirtas: 1–3 |
| Orgodolyn Üitümen         | –86kg (m)   | 15e         | kwalificatie: V van BUL Ganev: 0-5 |
| Dorjkhandyn Khüderbulga   | –97kg (m)   | 16e         | kwalificatie: V van KGZ Moesaev: 0–3 |
| Jargalsaikhany Chuluunbat | –125kg (m)  | 16e         | kwalificatie: vrij 1ste ronde: V van TUR Akgül: 0-4 herkansingen: V van BLR Saidau: 1-3                                                                                             |
|                           |             |             | |
| Erdenechimegiin Sumiyaa   | –53kg (v)   | 12e         | kwalificatie: vrij 1ste ronde: V van POL Krawczyk: 1-3 |
| Pürevdorjiin Orkhon       | –58kg (v)   | 7e          | kwalificatie: W van BUL Hristova: 3–1 1ste ronde: V van RUS Zjolobova: 0–4 herkansingen: W van GER Niemesch: 5–0 herkansingen 2: V van IND Malik: 1-3                               |
| Soronzonboldyn Battsetseg | –63kg (v)   | 12e         | kwalificatie: vrij 1ste ronde: W van NGR Oborududu: 3–1 kwartfinale: V van USA Pirozjkova: 1-3                                                                                      |
| Ochirbatyn Nasanburmaa    | –69kg (v)   | 8e          | kwalificatie: vrij 1ste ronde: W van TPE Chen: 5–0 kwartfinale: V van RUS Vorobeva: 0-5 herkansingen: V van KGZ Syzdykova: 1–3                                                      |

### Zwemmen
| Olympiër           | Discipline         | Resultaat | Prestatie                  |
| ------------------ | ------------------ | --------- | -------------------------- |
| Batsaikhan Dulguun | 50m vrije slag (m) | 60e       | serie 5: 8ste in 24,90     |
|                    |                    |           |                            |
| Yesui Bayar        | 50m vrije slag (v) | 60e       | serie 4: 2de in 28,40 (NR) |